# Liste des plus hauts gratte-ciel d'Abou Dabi
Abou Dabi a connu un développement économique relativement récent. En 2008, la ville ne comptait que 4 gratte-ciel dépassant les 100 mètres, contre 36 en 2014.  Cependant, ce développement fut aussi intense que bref :  de même qu'à Dubaï dans une moindre mesure, bon nombre de projets sont laissés à l'abandon, dans l'attente d'une éventuelle reprise des travaux.

## Immeubles achevés
Classement actualisé le 24 février 2017
| Rang | Nom                                           | Hauteur      | Étages | Année |
| ---- | --------------------------------------------- | ------------ | ------ | ----- |
| 1    | World Trade Center Abu Dhabi - The Residences | 381.2 mètres | 88     | 2014  |
| 2    | ADNOC Headquarters                            | 342 mètres   | 76     | 2015  |
| 3    | The Landmark                                  | 324 mètres   | 72     | 2013  |
| 4    | Etihad Towers T2                              | 305.3 mètres | 80     | 2011  |
| 5    | Sky Tower                                     | 292.2 mètres | 74     | 2010  |
| 6    | City of Lights C1 Tower                       | 282.1 mètres | 62     | 2015  |
| 7    | World Trade Center Abu Dhabi - The Offices    | 278 mètres   | 60     | 2014  |
| 8    | Etihad Towers T1                              | 277.6 mètres | 69     | 2011  |
| 9    | Nation Towers Residential Lofts               | 268 mètres   | 64     | 2012  |
| 10   | Etihad Towers T3                              | 260.3 mètres | 60     | 2011  |
| 11   | Regent Emirates Pearl                         | 255 mètres   | 52     | 2016  |
| 12   | The Gate Residential Tower 1                  | 238 mètres   | 66     | 2013  |
| 13   | The Gate Residential Tower 2                  | 238 mètres   | 66     | 2013  |
| 14   | The Gate Residential Tower 3                  | 238 mètres   | 66     | 2013  |
| 15   | Sun Tower                                     | 237.6 mètres | 64     | 2010  |
| 16   | Etihad Towers T4                              | 234 mètres   | 66     | 2011  |
| 17   | Nation Towers St. Regis Luxury Hotel          | 233.2 mètres | 51     | 2013  |
| 18   | The Leaf                                      | 227.9 mètres | 57     | 2015  |
| 19   | Etihad Towers T5                              | 217.5 mètres | 61     | 2011  |
| 20   | Sama Tower                                    | 215 mètres   | 52     | 2009  |
| 21   | Capital Plaza Residential Tower               | 210 mètres   | 51     | 2011  |
| 22   | Capital Plaza Office Tower                    | 200 mètres   | 40     | 2011  |
| 23   | SEBA Tower                                    | 194 mètres   | 50     | 2011  |
| 24   | Abu Dhabi Investment Authority Tower          | 185 mètres   | 40     | 2006  |
| 25   | IPIC Square                                   | 185 mètres   | 37     | 2013  |
| 26   | National Bank of Abu Dhabi Headquarters       | 173 mètres   | 33     | 2002  |
| 27   | Creek Tower                                   | 172 mètres   | 50     | 2014  |
| 28   | Capital Plaza Sofitel Hotel                   | 166 mètres   | 38     | 2011  |
| 29   | Baynunah Hilton Tower Hotel                   | 165 mètres   | 42     | 1994  |
| 30   | Capital Gate                                  | 165 mètres   | 36     | 2011  |
| 31   | Etisalat Headquarters                         | 160 mètres   | 27     | 2000  |
| 32   | Al Maqam Tower                                | 155 mètres   | 37     | 2012  |
| 33   | Al Khatem Tower                               | 155 mètres   | 37     | 2012  |

## Immeubles en construction
La construction de certains immeubles est actuellement en attente, le plus souvent pour des raisons budgétaires, mais devrait néanmoins reprendre. Les immeubles dont la poursuite de la construction a été définitivement annulée ne sont pas mentionnés.
Classement actualisé le 15 octobre 2015
| Rang | Nom                        | Hauteur    | Étages | Début construction | Fin construction |
| ---- | -------------------------- | ---------- | ------ | ------------------ | ---------------- |
| 1    | Tameer Commercial Tower    | 300 mètres | 74     | 2008               | En attente       |
| 2    | Central Market Hotel Tower | 255 mètres | 58     | 2007               | En attente       |
| 3    | Empire Island Tower        | 230 mètres | 57     | 2009               | En attente       |
| 4    | Tameer Tower A             | 227 mètres | 62     | 2008               | En attente       |
| 5    | Tameer Tower C             | 227 mètres | 62     | 2008               | En attente       |
| 6    | Aurora South Tower         | 208 mètres | 53     | 2008               | En attente       |
| 7    | Aurora North Tower         | 208 mètres | 53     | 2008               | En attente       |
| 8    | Waves of Abu Dhabi Tower 1 | 200 mètres | 40     | 2005               | En attente       |

## Immeubles proposés
Aucun immeuble de grande hauteur n'est à ce jour proposé à Abou Dabi.

## Chronologie des plus hauts bâtiments
| Nom                                           | Hauteur      | Étages | Année     |
| --------------------------------------------- | ------------ | ------ | --------- |
| Abu Dhabi Forte Grand Hotel                   | 120,7 mètres | 32     | 1993-1994 |
| Baynunah Hilton Tower Hotel                   | 165 mètres   | 42     | 1994-2002 |
| National Bank of Abu Dhabi Headquarters       | 173 mètres   | 33     | 2002-2006 |
| Abu Dhabi Investment Authority Tower          | 185 mètres   | 40     | 2006-2010 |
| Sky Tower                                     | 292 mètres   | 74     | 2010-2013 |
| The Landmark                                  | 324 mètres   | 72     | 2013-2014 |
| World Trade Center Abu Dhabi - The Residences | 381 mètres   | 88     | 2014-     |